# Adam Proń
Adam Bogusław Proń (ur. 7 października 1951 w Sosnowcu) – polski chemik specjalizujący się w chemii fizycznej i chemii materiałów, profesor, nauczyciel akademicki w Politechnice Warszawskiej.

## Życiorys
W 1969 r. ukończył IV Liceum Ogólnokształcące im. Stanisława Staszica w Sosnowcu i w tym samym roku rozpoczął studia na Wydziale Inżynierii Materiałowej i Ceramiki Akademii Górniczo-Hutniczej w Krakowie, które ukończył w 1974. Bezpośrednio po studiach podjął pracę na Wydziale Chemicznym Politechniki Warszawskiej. Z tej uczelni w 1977 r. został delegowany na studia doktoranckie na Uniwersytecie Pensylwanii w Filadelfii. W 1980 r. uzyskał stopień naukowy doktora filozofii z dziedziny chemii (PhD in chemistry) za pracę pt. ”Highly conducting derivatives of polyacetylene, poly(p-phenylene) and graphite”. W ramach doktoratu uczestniczył w pionierskich badaniach polimerów przewodzących, za odkrycie których promotor jego pracy doktorskiej, profesor Alan G. MacDiarmid, otrzymał Nagrodę Nobla z chemii w 2000 r. Po powrocie do Polski w 1981 r., na Politechnice Warszawskiej kontynuował badania dotyczące syntezy i mechanizmów domieszkowania polimerów przewodzących. W latach 1984-1985 odbył staż naukowy na Uniwersytecie Nantejskim we Francji. W 1988 r. habilitował się na Politechnice Warszawskiej, przedstawiając pracę pt. „Oxidative intercalation in selected low-dimensional systems”. Po habilitacji rozpoczął pracę na pełnym etacie na Wydziale Inżynierii Materiałowej i Ceramiki AGH, redukując swoje zatrudnienie na Politechnice Warszawskiej do ½ etatu. W latach 1991-1993 był także zatrudniony na ułamek etatu jako doradca w kalifornijskim przedsiębiorstwie UNIAX Corporation (później wchłoniętej przez DuPonta), gdzie blisko współpracował z innym laureatem Nagrody Nobla z chemii Alanem J. Heegerem. W 1994 r. uzyskał tytuł profesora nauk chemicznych. W 1996 r. zrezygnował z pracy w AGH, a w 1998 r. przyjął propozycję zatrudnienia we francuskim Komisariacie ds. Energii Atomowej i Energii Alternatywnych (CEA) w Grenoble, kontynuując równocześnie pracę w PW w wymiarze ¼ etatu. W jego badaniach prowadzonych w latach 90., wyróżnić można dwa główne nurty: (i) otrzymywanie przetwarzalnych z roztworu i przetwarzalnych termicznie polimerów przewodzących oraz (ii) zastosowanie domieszkowanych polimerów przewodzących jako nowego typu katalizatorów konwersji alkoholi i utleniania olefin. Za otrzymanie przetwarzalnych polimerów przewodzących prąd elektryczny otrzymał w 2002 r. Nagrodę Fundacji na rzecz Nauki Polskiej, tzw. „Polskiego Nobla”.
We Francji, począwszy od 1998 r., znacząco zmienił zainteresowania naukowe. W Komisariacie ds. Energii Atomowej i Energii Alternatywnych zainicjował badania dotyczące preparatyki, funkcjonalizacji i zastosowań w elektronice, optoelektronice i technologiach biomedycznych nanokryształów półprzewodników nieorganicznych (kropek kwantowych), czyli tę domenę chemii materiałów, która w 2023 r. została uhonorowana Nagrodą Nobla. Prowadził również prace dotyczące mało i wielkocząsteczkowych półprzewodników organicznych, koncentrując się nie tylko na badaniach podstawowych, ale także na ich zastosowaniach w elektronice organicznej, co pozwoliło mu na uzyskanie międzynarodowych patentów. W 2011 r. otrzymał Medal im. Jana Zawidzkiego, najwyższe odznaczenie Polskiego Towarzystwa Chemicznego w dziedzinie chemii fizycznej.
W 2012 r. zakończył pracę w Komisariacie ds. Energii Atomowej i Energii Alternatywnych, przechodząc na emeryturę. Równocześnie podjął pracę w Politechnice Warszawskiej w wymiarze pełnego etatu. Korzystając z subwencji badawczej Fundacji na rzecz Nauki Polskiej (program TEAM) stworzył na Wydziale Chemicznym PW grupę badawczą zajmującą się syntezą i funkcjonalizacją niestechiometrycznych trój- i czteroskładnikowych nanokryształów półprzewodników nieorganicznych, niezawierających toksycznych metali (Ag-In-Zn-S; Cu-Fe-S(Se); Cu-Zn-Sn-S) i ich zastosowaniem jako fotokatalizatorów i materiałów termoelektrycznych. Rozwinął też badania dotyczące syntezy mało- i wielkocząsteczkowych półprzewodników organicznych stosowanych w organicznych tranzystorach polowych i organicznych diodach elektroluminescencyjnych. W 2019 r. został odznaczony Medalem im. Jędrzeja Śniadeckiego, najwyższym wyróżnieniem przyznawanym przez Polskie Towarzystwo Chemiczne chemikom pracującym w Polsce. W 2024 r. otrzymał Nagrodę Prezesa Rady Ministrów za całokształt 50-letniej działalności naukowej.
Syn Adama Bartłomieja Pronia - chirurga dziecięcego i Marii z Niepielskich - dentystki, mąż Anny z Małeckich, ojciec Jadwigi Proń-Dąbrowskiej - lekarki i Anny Proń-Adamskiej - nauczycielki języka francuskiego, dziadek Mai Dąbrowskiej, Natalii Dąbrowskiej i Gabrieli Adamskiej.

## Dokonania publikacyjne i kształcenie kadry naukowej
Autor i współautor ponad 350 artykułów naukowych i kilku rozdziałów w książkach, wspólnie z prof. Anną Chorążewską współautor książki pt. „Intellectual Property Rights and Scientific Authorship: Legal and Ethical Considerations Case Study in Hard Sciences and Natural Sciences”. Od 2008 r. redaktor czasopisma Synthetic Metals poświęconego elektroaktywnym materiałom organicznym i węglowym, wydawanego przez oficynę wydawniczą Elseviera.
Wypromował 16 doktorów nauk chemicznych (7 w Polsce i 9 we Francji). Wśród nich znaleźli się późniejsi profesorowie (Magdalena Hasik, Jadwiga Laska).
Od ponad 30 lat prowadzi działalność publicystyczną, publikował artykuły w takich czasopismach jak „Gazeta Wyborcza”, „Polityka”, „Przegląd”, „Forum Akademickie”.

## Nagrody i wyróżnienia
- 2002 – Nagroda Fundacji na rzecz Nauki Polskiej w dziedzinie nauk technicznych[37]
- 2011 – Medal Jana Zawidzkiego Polskiego Towarzystwa Chemicznego[19]
- 2019 – Medal Jędrzeja Śniadeckiego Polskiego Towarzystwa Chemicznego[19]
- 2024 – Nagroda Prezesa Rady Ministrów za całokształt 50-letniej działalności naukowej[25].

## Wybrane publikacje
- Peter Reiss, Joël Bleuse, Adam Pron, Highly Luminescent CdSe/ZnSe Core/Shell Nanocrystals of Low Size Dispersion, „Nano Letters”, 2 (7), 2002, s. 781–784, DOI: 10.1021/nl025596y [dostęp 2025-02-13] (ang.).
- Adam Pron i inni, Electroactive materials for organic electronics: preparation strategies, structural aspects and characterization techniques, „Chemical Society Reviews”, 39 (7), 2010, s. 2577, DOI: 10.1039/b907999h [dostęp 2025-02-13] (ang.).
- Antoine de Kergommeaux i inni, Surface Oxidation of Tin Chalcogenide Nanocrystals Revealed by 119Sn–Mössbauer Spectroscopy, „Journal of the American Chemical Society”, 134 (28), 2012, s. 11659–11666, DOI: 10.1021/ja3033313 [dostęp 2025-02-13] (ang.).
- Piotr Bujak i inni, Polymers for electronics and spintronics, „Chemical Society Reviews”, 42 (23), 2013, s. 8895, DOI: 10.1039/c3cs60257e [dostęp 2025-02-13] (ang.).
- Monika Sobiech i inni, Semiconductor nanocrystal–polymer hybrid nanomaterials and their application in molecular imprinting, „Nanoscale”, 11 (25), 2019, s. 12030–12074, DOI: 10.1039/C9NR02585E [dostęp 2025-02-13] (ang.).
- Patrycja Kowalik i inni, Ag–In–Zn–S Quaternary Nanocrystals Prepared from InCl2 Precursor: Photophysical and Spectroscopic Properties and Application as Visible Light Photocatalysts of Aromatic Aldehyde Photoreduction, „Chemistry of Materials”, 35 (16), 2023, s. 6447–6462, DOI: 10.1021/acs.chemmater.3c01199 [dostęp 2025-02-13] (ang.).